# Carlos Rebello de Andrade
Carlos de la Rocque Rebelo de Andrade OSE (Lisboa, 1887 - 1971) fue un arquitecto portugués, cuya obra fue fundamentalmente hecha durante el Estado Nuevo.

## Biografía
Hijo de Bento Rebelo de Andrade (c. 1860 - ?) y de su mujer Maria Emília de la Rocque (c. 1870 - ?) , bisnieta de un francés.

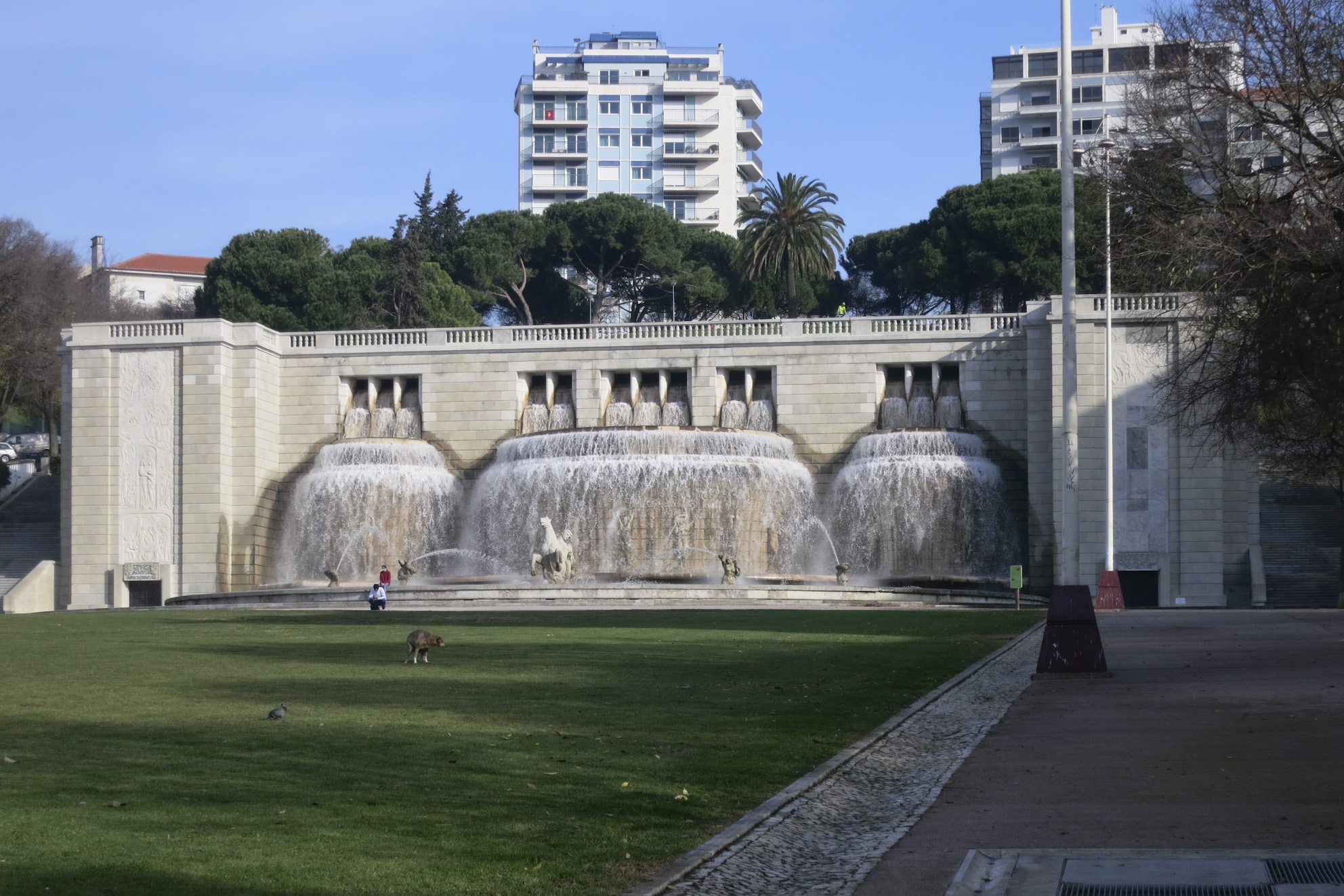
Fuente Monumental (Fuente Luminosa); Alameda D. Afonso Henriques, Lisboa

Su obra se encuadra en el estilo conservador dominante en Portugal en la década de 1940, habitualmente denominado Portugués Suave.
Entre sus proyectos arquitetónicos, realizados en asociación con su hermano Guilherme Rebelo de Andrade, se destacan: Fuente Luminosa, Alameda Don Afonso Henriques (proyectada en 1938; inaugurada en 1948); Museo Nacional de Arte Antiguo, Lisboa (1940); vivienda en la Avenida Columbano Bordalo Abeto, n.º 52, Lisboa (Premio Valmor 1939).
El 10 de mayo de 1929 fue hecho Oficial de la Orden Militar de Santiago de la Espada.